# Kurt Menger
Kurt Menger (* 28. März 1908 in Großbreitenbach; † 9. Februar 1989) war ein deutscher Politiker und Funktionär der DDR-Blockpartei Demokratische Bauernpartei Deutschlands (DBD).

## Leben
Kurt Menger war der Sohn eines Arbeiters. Er besuchte die Volksschule in Oelze, nahm dann eine Lehre als Kapseldreher auf und arbeitete in den 1920er Jahren in Glashütten in Großbreitenbach und Oelze. Er war politisch aktiv im KJVD, der KPD und Angehöriger des Arbeiter-Samariter-Bundes. 1933 kam er in „Schutzhaft“ und unter Polizeiaufsicht. In den Jahren 1939–1945 diente er als Soldat, überwiegend im Sanitätsdienst.
1948 war er Mitglied des Gründungskomitees der Demokratischen Bauernpartei Deutschlands, danach hatte er hauptamtliche Tätigkeiten u. a. als Landesinstrukteur der Partei in Thüringen, im Zentralvorstand der VdgB, als Mitarbeiter des Parteivorstandes der DBD und langjähriger 1. Sekretär des Kreisvorstandes Berlin-Lichtenberg. Von 1958 bis 1963 war er als Berliner Vertreter Mitglied der DBD-Fraktion der Volkskammer der DDR.

## Ehrungen
- 1959 Verdienstmedaille der DDR
- 1965 Vaterländischer Verdienstorden in Bronze, 1978 in Silber und 1983 in Gold